# Марек Родак
Марек Родак (словац. Marek Rodák, нар. 13 грудня 1996, Кошиці) — словацький футболіст, воротар англійського «Фулгема» і національної збірної Словаччини.

## Клубна кар'єра
Народився 13 грудня 1996 року в місті Кошиці. Вихованець юнацької команди місцевого однойменного клубу, з якого 2013 року перейшов до академії англійського «Фулгем».
У дорослому футболі дебютував 2015 року виступами на умовах оренди за команду «Фарнборо» з Національної ліги Південь, шостого за силою англійського дивізіону. 
Згодом протягом 2016—2017 років також на умовах оренди грав у п'ятому англійському дивізіоні за «Веллінг Юнайтед» та у четвертому за «Аккрінгтон Стенлі», після чого відіграв два сезони як основний голкіпер «Ротергем Юнайтед», спочатку у третій, а згодом у другій англійській лізі.
Влітку 2019 року повернувся до «Фулгема», де у сезоні 2019/20 був основним воротарем команди у Чемпіоншипі, допомігши їй підвищитися у класі до Прем'єр-ліги. Утім перед стартом в елітному дивізіоні лондонський клуб підсилився французьким голкіпером Альфонсом Ареолою і словак став його дублером, додавши до свого активу у сезоні 2020/21 лише дві гри у першості Англії.

## Виступи за збірні
2014 року дебютував у складі юнацької збірної Словаччини (U-19), загалом на юнацькому рівні взяв участь у 8 іграх, пропустивши 11 голів.
Протягом 2015–2018 років залучався до складу молодіжної збірної Словаччини. На молодіжному рівні зіграв у 14 офіційних матчах, пропустив 22 голи.
У вересні 2020 року дебютував в офіційних матчах у складі національної збірної Словаччини, а наступного літа був включений до її заявки на фінальну частину чемпіонату Європи 2020 року.